# Sojčí úvoz
Sojčí úvoz je přírodní rezervace nacházející se v Polsku, v okrese Grodzisk Mazowiecki v Mazovském vojvodství, na území města Podkowa Leśna.
Cílem ochrany je zachování přirozených listnatých lesů s převahou dubu a habru s bohatým lesním podrostem charakteristickým pro dubohabřiny (svaz Carpinion betuli).
Rezervace obsahuje zbytky přírodních dubohabřin a lužních lesů v rámci městské zástavby. Rostou zde 130 let staré duby letní, a kromě nich také lípy, habry, jasany a jilmy. V podrostu najdeme rostliny: kopytník evropský, plicník tmavý, čistec lesní, netýkavka a chmel otáčivý. Žije tu mnoho druhů ptáků, mezi nimi sojky.